# سرنی
سرنی کوچولو ، روستایی از توابع بخش صالح‌آباد شهرستان مهران در استان ایلام ایران است.

## جمعیت
این روستا در دهستان هجداندشت قرار دارد و براساس سرشماری مرکز آمار ایران در سال ۱۳۸۵، جمعیت ۲۲ نفر (۴خانوار) بوده‌است.